# Сонковский муниципальный округ
Сонко́вский муниципальный округ — административно-территориальная единица и одноимённое муниципальное образование (муниципальный округ) на северо-востоке Тверской области России.
Административный центр — посёлок городского типа Сонково.

## География
Площадь 971 км².
Округ расположен в восточной части области и граничит:
- на севере — с Краснохолмским округом
- на востоке — с Ярославской областью, Некоузский район
- на юге — с Кесовогорским округом
- на западе — с Бежецким округом.

Основные реки — Корёжечна, Сить.

## История

### Древняя история
История Сонковской земли уходит глубокими корнями к временам поселений каменного века. Древнейшие археологические находки, обнаруженные на правом берегу реки Сити, относятся к эпохе мезолита и датируются VI—V тыс. до н. э. В 3-м тыс. до н. э. на территорию края пришли племена кочевников — фатьяновцы. Они оставили после себя удивительные предметы материальной культуры — костяные иглы и каменные топоры-молоты. На протяжении многих веков на Сонковской земле проживало финно-угорское племя меря. В VII—IX веках начинается постепенное заселение славянами. Памятниками славянской истории IX—XI веков являются высокие курганы у села Божонка, а также остатки древнего городища на берегу реки Корожечны напротив бывшей деревни Никиткино. Одна из ярких страниц истории района — сражение русских дружин с монголо-татарскими завоевателями. 4 марта 1238 года на реке Сити у села Божонка произошла битва между войском великого князя Владимирского Юрия Всеволодовича и одним из отрядов хана Батыя под предводительством Бурондая. В летописи писалось: «Битва была великая и сеча злая, и лилась кровь, как вода». Сражение закончилось поражением русских. Погиб и сам князь Юрий. Был взят в плен, а позднее убит, его племянник — ростовский князь Василько Константинович. Но жертвы не были напрасными: своей гибелью русские воины спасли от разорения Великий Новгород. В ходе битвы мощь татар была настолько сильно подорвана, что Батый не решился пойти на Новгород, а повернул своё войско на юг. В 1247 году территория края вошла в состав образовавшегося Тверского княжества, а через двести лет вместе со всеми тверскими землями была присоединена к Москве.

### XV век
В XV веке начинается интенсивное хозяйственное освоение округа. В значительной мере этому способствовали проходящие здесь древние тракты: Белозёрский, Бежецко-Рыбинский и Бежецко-Угличский. Самым значительным из населённых пунктов являлось казённое село Кой. В XV—XVI веках сёла Перетерье, Богоявленское (ныне Петровское) и Лаврово были владениями Троице-Сергиевой лавры. Погост Беклемишево в XVII—XVIII веках принадлежал московскому Новодевичьему монастырю. «Тверской патерик» содержит сведения о том, что в XV веке преподобным Вассианом был основан монастырь Святой Троицы. Постепенно вокруг монастыря выросло крупное поселение — село Васьянское. В XV веке территория района входила в Тверское княжество и стала принадлежать Москве.

### XVII век
Первая половина XVII века была ознаменована приходом на территорию края карел. Они компактно расселились в 25 населённых пунктах на северо-западе района, в дворцовой волости. Карелы принесли с собой более прогрессивные способы хозяйствования. Крыши домов они крыли дранью, а не соломой. Носили кожаную обувь, а не лапти. Строили добротные избы, содержали их в чистоте.
В начале XVIII века начинается строительство каменных церквей. Первым таким храмом стала двухэтажная церковь Святой Троицы в селе Кой. Для её сооружения были приглашены московские мастера. Строилась церковь десять лет и была освящена в 1731 году. Позднее на территории района было сооружено 24 каменных храма, но ни один из них по своей уникальности и архитектурным особенностям не мог превзойти саму Троицкую церковь.

### XVIII—XIX века
В XVIII веке территория, соответствующая современному Сонковскому округу, входила в Пироговский, Ивановский, Мещерский, Березовский и Койский станы. С образованием в 1796 году Тверской губернии, западная часть района вошла в состав Бежецкого уезда, а средняя и восточная — Кашинского.
В 1776 году Константиновская, Койская, Лавровская и другие волости вошли в Кашинский уезд. Наиболее развитой в экономическом и культурном отношении в пореформенный период была Койская волость. Для экономического развития края большое значение имела построенная в 1870 году железная дорога «Рыбинск—Бологое». В 1898 году была проведена ветка до станции Кашин.

### XX век
В 1924 году из Константиновской и части Литвиновской волостей Кашинского уезда образована Сонковская волость — район молочного животноводства, маслоделия и сыроварения. В 1927—1929 гг. Сонковская и Койская волости входили в Бежецкий уезд.
12 июля 1929 года создан Сонковский район, включённый в Бежецкий округ Московской области. В состав района вошли рабочий посёлок Сонково и сельсоветы Афонасовский, Беклемишевский, Беляницкий, Бережковский, Богородский, Бомсовский, Васьяновский, Вепревский, Вымловский, Горский, Григорковский, Душковский, Задорский, Зубаревский, Кисляковский, Кобылинский, Койский, Константиновский, Краснооктябрьский, Кривоноговский, Лавровский, Лечищенский, Литвиновский, Небаровский, Поводневский, Пуршевский, Раменский, Сидорвоский, Синево-Дубровский, Сонковский, Спиридовский, Старовский, Тушковский и Шелдомежский.
30 июня 1931 года Бережковский, Григорьевский и Тушковский с/с получили статус карельских национальных.
29 января 1935 года Сонковский район вошёл в Калининскую область.
В 1939 году в районе завершилась коллективизация. В сельском хозяйстве преобладало льноводство. В 1963 году Сонковский район был присоединён к Бежецкому, но в 1965 году восстановлен.
7 апреля 2022 года Сонковский район был реорганизован в Сонковский муниципальный округ.

## Население
| 1939   | 1959    | 1970    | 1979    | 1989    | 2002    | 2006  | 2009  | 2010  |
| ------ | ------- | ------- | ------- | ------- | ------- | ----- | ----- | ----- |
| 32 649 | ↘22 678 | ↘17 578 | ↘14 031 | ↘13 570 | ↘10 523 | ↘9700 | ↘9039 | ↘8553 |
| 2011   | 2012    | 2013    | 2014    | 2015    | 2016    | 2017  | 2018  | 2019  |
| ↗8570  | ↘8487   | ↗8608   | ↗8652   | ↘8518   | ↘8307   | ↘8151 | ↘7935 | ↘7685 |
| 2020   | 2021    |         |         |         |         |       |       |       |
| ↘7515  | ↘6722   |         |         |         |         |       |       |       |

Гендерный состав
По данным переписи 2002 года население составило 10 523 жителя (4 832 мужчины и 5 691 женщина)

### Урбанизация
Городское население (посёлок городского типа Сонково) составляет 52.86 % от всего населения округа.

### Национальный состав
По итогам переписи населения 2020 года проживали следующие национальности (национальности менее 0,1 % и другое, см. в сноске к строке «Другие»):
| Национальность | Численность, чел. | Доля     |
| -------------- | ----------------- | -------- |
| Русские        | 5998              | 89,23 %  |
| Киргизы        | 277               | 4,12 %   |
| Таджики        | 126               | 1,87 %   |
| Узбеки         | 33                | 0,49 %   |
| Украинцы       | 26                | 0,39 %   |
| Чеченцы        | 22                | 0,33 %   |
| Другие         | 240               | 3,57 %   |
| Итого          | 6722              | 100,00 % |

## Административно-муниципальное устройство
До 2022 года Сонковский район, с точки зрения административно-территориального устройства области, входили 8 поселений.
Муниципальный район, в рамках организации местного самоуправления, делился на 8 муниципальных образований, в том числе одно городское и 7 сельских поселений:
| №        | Муниципальное образование        | Административный центр | Количество населённых пунктов | Население (чел.) | Площадь (км²) |
| -------- | -------------------------------- | ---------------------- | ----------------------------- | ---------------- | ------------- |
| 1e-06    | Городские поселения:             |                        |                               |                  |               |
| 1        | посёлок Сонково                  | пгт Сонково            | 1                             | ↘3553            | 6,57          |
| 1.000002 | Сельские поселения:              |                        |                               |                  |               |
| 2        | Беляницкое сельское поселение    | село Беляницы          | 24                            | ↘766             | 172,63        |
| 3        | Гладышевское сельское поселение  | деревня Гладышево      | 17                            | ↘334             | 77,87         |
| 4        | Горское сельское поселение       | деревня Горка          | 26                            | ↘440             | 109,88        |
| 5        | Григорковское сельское поселение | деревня Григорково     | 33                            | ↘449             | 164,49        |
| 6        | Койское сельское поселение       | село Кой               | 22                            | ↘349             | 175,61        |
| 7        | Петровское сельское поселение    | село Петровское        | 37                            | ↘465             | 153,65        |
| 8        | Пищалкинское сельское поселение  | посёлок Пищалкино      | 22                            | ↘366             | 109,88        |

## Населённые пункты
В Сонковском округе 182 населённых пункта.
| №   | Населённый пункт | Тип                     | Население | Муниципальное образование        |
| --- | ---------------- | ----------------------- | --------- | -------------------------------- |
| 1   | Александровка    | деревня                 | 8         | Григорковское сельское поселение |
| 2   | Алферово         | деревня                 | 1         | Петровское сельское поселение    |
| 3   | Анисимово        | деревня                 | 9         | Гладышевское сельское поселение  |
| 4   | Афанасово        | деревня                 | 21        | Петровское сельское поселение    |
| 5   | Ашекромино       | деревня                 | 0         | Беляницкое сельское поселение    |
| 6   | Байки            | деревня                 | 1         | Горское сельское поселение       |
| 7   | Бездежи          | деревня                 | 0         | Беляницкое сельское поселение    |
| 8   | Беклемишево      | деревня                 | ↘14       | Григорковское сельское поселение |
| 9   | Белево           | деревня                 | 19        | Петровское сельское поселение    |
| 10  | Беляницы         | село                    | ↘564      | Беляницкое сельское поселение    |
| 11  | Бережки          | деревня                 | 164       | Горское сельское поселение       |
| 12  | Блудки           | деревня                 | 0         | Григорковское сельское поселение |
| 13  | Боброво          | деревня                 | ↘21       | Пищалкинское сельское поселение  |
| 14  | Божонка          | деревня                 | ↘5        | Петровское сельское поселение    |
| 15  | Бокарево         | деревня                 | ↘0        | Беляницкое сельское поселение    |
| 16  | Болково          | деревня                 | 7         | Койское сельское поселение       |
| 17  | Болтино          | деревня                 | 7         | Григорковское сельское поселение |
| 18  | Большая Хотенка  | деревня                 | 1         | Григорковское сельское поселение |
| 19  | Большие Сменки   | деревня                 | 7         | Петровское сельское поселение    |
| 20  | Бородино         | деревня                 | 0         | Пищалкинское сельское поселение  |
| 21  | Ботари           | деревня                 | 0         | Григорковское сельское поселение |
| 22  | Ботвино          | деревня                 | 91        | Петровское сельское поселение    |
| 23  | Булдыриха        | деревня                 | 11        | Гладышевское сельское поселение  |
| 24  | Буянцево         | деревня                 | 0         | Койское сельское поселение       |
| 25  | Быльцино         | деревня                 | 1         | Григорковское сельское поселение |
| 26  | Василево         | деревня                 | ↗6        | Койское сельское поселение       |
| 27  | Васьянское       | село                    | ↘1        | Койское сельское поселение       |
| 28  | Вепрь            | деревня                 | ↘47       | Койское сельское поселение       |
| 29  | Вешка            | деревня                 | 0         | Койское сельское поселение       |
| 30  | Власово          | деревня                 | 53        | Гладышевское сельское поселение  |
| 31  | Волосово         | деревня                 | 0         | Койское сельское поселение       |
| 32  | Вольское         | деревня                 | 8         | Григорковское сельское поселение |
| 33  | Воскресенское    | деревня                 | 37        | Григорковское сельское поселение |
| 34  | Вымлы            | деревня                 | 1         | Петровское сельское поселение    |
| 35  | Высока           | деревня                 | 1         | Петровское сельское поселение    |
| 36  | Гладышево        | деревня                 | ↗213      | Гладышевское сельское поселение  |
| 37  | Горбовец         | деревня                 | 1         | Горское сельское поселение       |
| 38  | Горка            | деревня                 | ↘215      | Горское сельское поселение       |
| 39  | Горка            | деревня                 | 1         | Григорковское сельское поселение |
| 40  | Горка            | деревня                 | 12        | Петровское сельское поселение    |
| 41  | Горка            | деревня                 | ↘9        | Пищалкинское сельское поселение  |
| 42  | Гостиницы        | деревня                 | 0         | Горское сельское поселение       |
| 43  | Гремячиха        | деревня                 | 6         | Горское сельское поселение       |
| 44  | Григорково       | деревня                 | ↘111      | Григорковское сельское поселение |
| 45  | Григоровка       | деревня                 | 21        | Гладышевское сельское поселение  |
| 46  | Дельки           | деревня                 | 1         | Беляницкое сельское поселение    |
| 47  | Дельки           | деревня                 | 29        | Горское сельское поселение       |
| 48  | Денисово         | деревня                 | 1         | Петровское сельское поселение    |
| 49  | Добрыни          | деревня                 | 76        | Пищалкинское сельское поселение  |
| 50  | Дронино          | деревня                 | 5         | Григорковское сельское поселение |
| 51  | Дубровка         | деревня                 | 1         | Григорковское сельское поселение |
| 52  | Дуброво          | деревня                 | 1         | Пищалкинское сельское поселение  |
| 53  | Душково          | деревня                 | 5         | Горское сельское поселение       |
| 54  | Задорье          | деревня                 | ↘37       | Пищалкинское сельское поселение  |
| 55  | Запрудье         | деревня                 | 7         | Пищалкинское сельское поселение  |
| 56  | Заречье          | деревня                 | 17        | Петровское сельское поселение    |
| 57  | Зубарево         | деревня                 | ↘48       | Григорковское сельское поселение |
| 58  | Ивановское       | деревня                 | 20        | Петровское сельское поселение    |
| 59  | Ивановское       | деревня                 | 1         | Петровское сельское поселение    |
| 60  | Истопники        | деревня                 | 0         | Беляницкое сельское поселение    |
| 61  | Калиниха         | деревня                 | 1         | Горское сельское поселение       |
| 62  | Квасово          | деревня                 | 0         | Беляницкое сельское поселение    |
| 63  | Климантино       | деревня                 | 12        | Горское сельское поселение       |
| 64  | Кой              | село                    | ↘166      | Койское сельское поселение       |
| 65  | Колачево         | деревня                 | 5         | Койское сельское поселение       |
| 66  | Колесники        | деревня                 | 0         | Горское сельское поселение       |
| 67  | Константиново    | деревня                 | ↘9        | Григорковское сельское поселение |
| 68  | Корино           | деревня                 | 1         | Койское сельское поселение       |
| 69  | Кор-Кошево       | деревня                 | ↘1        | Горское сельское поселение       |
| 70  | Корнеиха         | деревня                 | 76        | Пищалкинское сельское поселение  |
| 71  | Красномайский    | посёлок                 | 111       | Гладышевское сельское поселение  |
| 72  | Красные          | деревня                 | 38        | Койское сельское поселение       |
| 73  | Красный Октябрь  | деревня                 | ↘34       | Горское сельское поселение       |
| 74  | Кривоногово      | деревня                 | 0         | Петровское сельское поселение    |
| 75  | Куклино          | деревня                 | 1         | Петровское сельское поселение    |
| 76  | Кулатино         | деревня                 | 1         | Койское сельское поселение       |
| 77  | Кутани           | деревня                 | 0         | Гладышевское сельское поселение  |
| 78  | Лаврово          | село                    | ↘62       | Петровское сельское поселение    |
| 79  | Лагино           | деревня                 | 1         | Пищалкинское сельское поселение  |
| 80  | Левинское        | деревня                 | 0         | Беляницкое сельское поселение    |
| 81  | Лентево          | деревня                 | 1         | Петровское сельское поселение    |
| 82  | Лесные           | деревня                 | 26        | Петровское сельское поселение    |
| 83  | Лечищево         | деревня                 | 17        | Койское сельское поселение       |
| 84  | Литвиново        | деревня                 | →28       | Петровское сельское поселение    |
| 85  | Литики           | деревня                 | 1         | Беляницкое сельское поселение    |
| 86  | Ломтево          | деревня                 | 1         | Григорковское сельское поселение |
| 87  | Лукино           | деревня                 | 1         | Петровское сельское поселение    |
| 88  | Макариха         | деревня                 | 66        | Беляницкое сельское поселение    |
| 89  | Макаровское      | деревня                 | 9         | Петровское сельское поселение    |
| 90  | Маланьино        | деревня                 | 13        | Пищалкинское сельское поселение  |
| 91  | Малая Хотенка    | деревня                 | 7         | Григорковское сельское поселение |
| 92  | Малые Сменки     | деревня                 | 0         | Петровское сельское поселение    |
| 93  | Марково          | деревня                 | 11        | Петровское сельское поселение    |
| 94  | Марьино          | деревня                 | 1         | Койское сельское поселение       |
| 95  | Мериново         | деревня                 | 9         | Беляницкое сельское поселение    |
| 96  | Михали           | деревня                 | 0         | Койское сельское поселение       |
| 97  | Моисеиха         | деревня                 | 5         | Петровское сельское поселение    |
| 98  | Молоди           | деревня                 | 51        | Петровское сельское поселение    |
| 99  | Муравьево        | деревня                 | 6         | Горское сельское поселение       |
| 100 | Наумково         | деревня                 | 9         | Беляницкое сельское поселение    |
| 101 | Небарово         | деревня                 | 1         | Григорковское сельское поселение |
| 102 | Нестерово        | деревня                 | 6         | Пищалкинское сельское поселение  |
| 103 | Нестрашево       | деревня                 | 0         | Григорковское сельское поселение |
| 104 | Никола           | деревня                 | 25        | Гладышевское сельское поселение  |
| 105 | Новое Бошарово   | деревня                 | 16        | Григорковское сельское поселение |
| 106 | Ново-Ильинское   | деревня                 | 57        | Беляницкое сельское поселение    |
| 107 | Новоселье        | деревня                 | 24        | Пищалкинское сельское поселение  |
| 108 | Новые Горицы     | деревня                 | ↘156      | Григорковское сельское поселение |
| 109 | Одинцово         | деревня                 | ↘14       | Григорковское сельское поселение |
| 110 | Озерки           | деревня                 | 10        | Беляницкое сельское поселение    |
| 111 | Ореховец         | деревня                 | 10        | Петровское сельское поселение    |
| 112 | Палкино          | деревня                 | 1         | Беляницкое сельское поселение    |
| 113 | Панцино          | деревня                 | 0         | Горское сельское поселение       |
| 114 | Парфеново        | деревня                 | 8         | Пищалкинское сельское поселение  |
| 115 | Перетерье        | деревня                 | ↘79       | Койское сельское поселение       |
| 116 | Петрищево        | деревня                 | 1         | Горское сельское поселение       |
| 117 | Петровское       | село                    | ↘123      | Петровское сельское поселение    |
| 118 | Петряйцево       | деревня                 | 0         | Горское сельское поселение       |
| 119 | Печище           | деревня                 | 1         | Пищалкинское сельское поселение  |
| 120 | Пищалкино        | посёлок                 | ↘25       | Пищалкинское сельское поселение  |
| 121 | Пищалкино        | деревня                 | 103       | Пищалкинское сельское поселение  |
| 122 | Поводнево        | деревня                 | ↘11       | Григорковское сельское поселение |
| 123 | Погорелка        | деревня                 | 1         | Григорковское сельское поселение |
| 124 | Подобино         | железнодорожная станция | 5         | Горское сельское поселение       |
| 125 | Полуево          | деревня                 | 7         | Пищалкинское сельское поселение  |
| 126 | Поречье          | село                    | ↘95       | Койское сельское поселение       |
| 127 | Почеп            | деревня                 | 0         | Беляницкое сельское поселение    |
| 128 | Почеп            | деревня                 | 12        | Койское сельское поселение       |
| 129 | Привольное       | деревня                 | ↘61       | Беляницкое сельское поселение    |
| 130 | Пригорки         | деревня                 | 100       | Беляницкое сельское поселение    |
| 131 | Прилуки          | деревня                 | ↘10       | Гладышевское сельское поселение  |
| 132 | Пунцево          | железнодорожный разъезд | 0         | Григорковское сельское поселение |
| 133 | Пупцево          | деревня                 | 33        | Григорковское сельское поселение |
| 134 | Пуршево          | деревня                 | 1         | Койское сельское поселение       |
| 135 | Радованье        | деревня                 | 1         | Григорковское сельское поселение |
| 136 | Рамешки          | деревня                 | 0         | Беляницкое сельское поселение    |
| 137 | Рогово           | деревня                 | 1         | Григорковское сельское поселение |
| 138 | Рогулиха         | деревня                 | 6         | Пищалкинское сельское поселение  |
| 139 | Романцево        | деревня                 | 1         | Петровское сельское поселение    |
| 140 | Рылово           | деревня                 | 24        | Беляницкое сельское поселение    |
| 141 | Рыльково         | деревня                 | 11        | Горское сельское поселение       |
| 142 | Сабурово         | деревня                 | 1         | Горское сельское поселение       |
| 143 | Савелиха         | посёлок                 | 1         | Гладышевское сельское поселение  |
| 144 | Савелиха         | деревня                 | 24        | Гладышевское сельское поселение  |
| 145 | Савелово         | деревня                 | 5         | Петровское сельское поселение    |
| 146 | Сараево          | деревня                 | 18        | Гладышевское сельское поселение  |
| 147 | Сверчково        | деревня                 | 38        | Гладышевское сельское поселение  |
| 148 | Села             | деревня                 | 24        | Гладышевское сельское поселение  |
| 149 | Сербины Горицы   | деревня                 | 27        | Григорковское сельское поселение |
| 150 | Сергеевское      | деревня                 | 91        | Петровское сельское поселение    |
| 151 | Синёво-Дуброво   | деревня                 | ↘18       | Беляницкое сельское поселение    |
| 152 | Смердыни         | деревня                 | 0         | Петровское сельское поселение    |
| 153 | Снегиревка       | деревня                 | 7         | Петровское сельское поселение    |
| 154 | Сносы            | деревня                 | 1         | Петровское сельское поселение    |
| 155 | Сонково          | пгт                     | ↘3553     | посёлок Сонково                  |
| 156 | Сорокино         | деревня                 | 15        | Гладышевское сельское поселение  |
| 157 | Сосновка         | деревня                 | 0         | Горское сельское поселение       |
| 158 | Спиридово        | деревня                 | 0         | Петровское сельское поселение    |
| 159 | Старово          | деревня                 | 41        | Койское сельское поселение       |
| 160 | Старое Бошарово  | деревня                 | 7         | Григорковское сельское поселение |
| 161 | Стояновка        | деревня                 | 0         | Горское сельское поселение       |
| 162 | Струбищи         | деревня                 | 1         | Гладышевское сельское поселение  |
| 163 | Талашманы        | деревня                 | 0         | Беляницкое сельское поселение    |
| 164 | Тетерино         | деревня                 | 0         | Григорковское сельское поселение |
| 165 | Тимонино         | деревня                 | 1         | Беляницкое сельское поселение    |
| 166 | Трояки           | деревня                 | 8         | Пищалкинское сельское поселение  |
| 167 | Турчаниново      | деревня                 | 12        | Петровское сельское поселение    |
| 168 | Улыбышево        | деревня                 | 0         | Григорковское сельское поселение |
| 169 | Федоровское      | деревня                 | 63        | Беляницкое сельское поселение    |
| 170 | Федосеиха        | деревня                 | 10        | Пищалкинское сельское поселение  |
| 171 | Фомино           | деревня                 | 0         | Петровское сельское поселение    |
| 172 | Фоминское        | деревня                 | 0         | Койское сельское поселение       |
| 173 | Хвостино         | деревня                 | 40        | Пищалкинское сельское поселение  |
| 174 | Холм             | деревня                 | 5         | Горское сельское поселение       |
| 175 | Хонеево          | деревня                 | ↘23       | Горское сельское поселение       |
| 176 | Хотенка          | деревня                 | 17        | Петровское сельское поселение    |
| 177 | Шейно            | деревня                 | 1         | Горское сельское поселение       |
| 178 | Широкуша         | деревня                 | 0         | Григорковское сельское поселение |
| 179 | Щепни            | деревня                 | 8         | Пищалкинское сельское поселение  |
| 180 | Щербово          | деревня                 | 0         | Горское сельское поселение       |
| 181 | Яругино          | деревня                 | 24        | Койское сельское поселение       |
| 182 | Ястребиха        | деревня                 | 15        | Гладышевское сельское поселение  |

## Транспорт
Сонково — крупный транспортный узел. Через район проходят железнодорожные пути Москва — Сонково — Санкт-Петербург и Бологое — Сонково — Рыбинск.

## Достопримечательности
XIX век — время расцвета дворянских усадеб. Владельцами имений были дворяне Татищевы (с. Беляницы), Пономарёвы (с. Кой), Недовесковы (с. Григорково), Огильви (с. Божонка), Каменецкие (с. Петровское), Неведомские (сельцо Подобино), Шубинские (сельца Займище, Литвинове), фон Эдинг (сельцо Малиновец-Мериново), Чернцовы (сельцо Мышлино) и целый ряд других. В селе Синёво-Дуброво находилось имение князей Хилковых — прямых потомков Рюрика.
В 1829 году открылось самое первое учебное, заведение в крае — училище в селе Кой. К середине XIX века Койская волость по уровню грамотности населения считалась одной из передовых в Тверской губернии. Многие сёла постепенно становятся крупными торговыми центрами. Особо выделялся Кой, где пять раз в году проходили большие торговые ярмарки. В село Лаврово купцы съезжались летом — на Казанскую ярмарку. Своей конной ярмаркой, проходившей в октябре, славилось Васьянское, а льняной Воздвиженской ярмаркой — Поводнево.

## Известные люди
- С историей Сонковского края связаны имена известных в России людей. В Беляницах находилось имение Василия Никитича Татищева (1686—1750) — русского историка и географа, горного мастера, основателя Екатеринбурга, Астраханского губернатора, видного государственного деятеля.
- В селе Кой родился Александр Петрович Куницын (1783—1840) — профессор Царскосельского лицея, любимый учитель А. С. Пушкина.
- В селе Синёво-Дуброво находилось имение князя Михаила Ивановича Хилкова (1834—1909) — министра путей сообщения России, строителя Транссибирской магистрали. Похоронен М. И. Хилков в селе Головское.
- В деревне Вымлы родился Василий Александрович Смирнов (1922—1996) — судосборщик, дважды Герой Социалистического Труда.
- В деревне Романцево родился Марейчев, Александр Александрович (1923—2019) — генерал-майор.

Большую роль в экономическом развитии края сыграла построенная в 1870 году Виндаво-Рыбинская железная дорога. На ней среди лесной глуши, на землях, принадлежавших помещику Недовескому, появилась маленькая станция Савелино, переименованная в 1903 году в Сонково по названию близлежащей пустоши. В конце 1890-х годов были проложены ветки до Кашина и Красного Холма. Благодаря своему узловому положению Сонково быстро превращается в крупный торговый центр. Вначале все постройки в посёлке были деревянными. Но вскоре местные купцы И. Ф. Попков и И. И. Будилов построили кирпичные заводы, и постепенно начинают появляться каменные здания. Одним из красивых домов считался дом Щеголева с торговой лавкой и подвалами (ныне это здание редакции). В 1909 году на средства Попкова и Будилова в Сонкове была построена Спасская церковь.
В 1910-х годах своеобразным поэтическим центром края считалось сельцо Подобино (ныне д. Красный Октябрь). Сюда в гости к дворянам Неведомским приезжали их друзья — известные в России поэты Николай Степанович Гумилёв, Анна Андреевна Ахматова, а также Елизавета Юрьевна Кузьмина-Караваева, вошедшая позднее в историю как героиня французского Сопротивления мать Мария.